# Pitões das Júnias
Pitões das Júnias is een plaats (freguesia) in de Portugese gemeente Montalegre en telt 201 inwoners (2001).